# Lepanthes cryptostele
Lepanthes cryptostele là một loài thực vật có hoa trong họ Lan. Loài này được Salazar & Soto Arenas mô tả khoa học đầu tiên năm 1996.